# Републикански път III-5393
Републикански път IIІ-5393 е третокласен път, част от Републиканската пътна мрежа на България, преминаващ изцяло по територията на Бургаска област, Община Камено. Дължината му е 1,2 km и е най-късият републикански път в България.
Пътят се отклонява наляво при 16,5 km на Републикански път III-5392, на 1,9 km северно от село Братово, насочва на изток-североизток през Бургаската низина и след 1,2 km завършва при югозападния портал на КППЗ „Лукойл-Нефтохим“. Номерацията на пътя е едно от малкото изключение от правилото за номериране на републиканските пътища в България, тъй като номерът му предполага да е ляво разклонение на Републикански път III-539, а той е ляво разклонение на Републикански път III-5392.